# Кутаисская грузинская дворянская гимназия
Кутаисская грузинская дворянская гимназия (груз. ქუთაისის ქართული სათავადაზნაურო გიმნაზია) — первая в Грузии гимназия с полным циклом преподавания на грузинском языке (с 1917), расположенная в Кутаиси. В настоящее время — Кутаисская средняя школа имени Иосифа Оцхели (с 2007).

## История
В 1880 году, благодаря усилиям Общества по распространению грамотности среди грузин, в Кутаиси была открыта первая грузинская школа, называвшаяся также Кутаисским грузинским дворянским училищем.
В 1901 году учебное заведение возглавил в качестве инспектора Иосиф Оцхели. Благодаря его усилиям, в 1905 году школа была преобразована в частную Кутаисскую грузинскую дворянскую гимназию. Иосиф Оцхели возглавлял её до своей кончины и стал первым, кто в 1917 году полностью ввёл обучение всех предметов на грузинском языке.
С 1888 года грузинский язык и литературу в школе преподавал Силован Хундадзе, который с преобразованием школы в гимназию занял в ней должность инспектора.
Трудами предводителей дворянства Кутаисской губернии полковника князя Алмасхана Нижарадзе (1886—1888) и надворного советника князя Симона Лордкипанидзе (1901—1904) для нового здания гимназии был приобретён большой участок земли и с 1908 по 1912 год возведены необходимые постройки. 21 февраля 1913 года состоялось торжественное открытие нового здания гимназии.
В 1910-х под руководством гимназиста Константина Гамсахурдия в гимназии действовала молодёжная патриотическая организация «Девять дубов» («ცხრა მუხა»).
Учителями гимназии были написаны учебники для национальной грузинской школы: «Грузинская хрестоматия» (С. Ф. Хундадзе), «Грамматика грузинского языка» и «Древняя Греция» (Д. Н. Узнадзе), «Древний Рим» и «Арифметика» (И. И. Оцхели). Все они были напечатаны в издательстве «Ганатлеба» («განათლება» — «образование»), созданном благодаря трудам И. Оцхели.
С момента установления в Грузии советской власти, статус гимназии несколько раз менялся. В 1954 году она была переименована в среднюю школу имени Акакия Церетели, в 1995 году — в Национальную гимназию, а в 2007 году была переименована в Кутаисскую среднюю школу № 2 имени Иосифа Оцхели.

## Выпускники гимназии
См. также Выпускники Кутаисской грузинской дворянской гимназии
Среди окончивших курс грузинской дворянской гимназии представители политики, науки и культуры Грузии XX века: заслуженный деятель науки невропатолог Петре Кавтарадзе (1889—1966), историк-византолог академик Симон Каухчишвили (1895—1981), основоположник грузинской научной школы профессор Александр Церетели (1889—1967), учёный-руставелолог и политический деятель Виктор Нозадзе и другие.